# Carrick
Carrick (Carrique em português) é um distrito da Cornualha, no Reino Unido. 